# 이경호 (1917년)
이경호(李坰鎬, 1917년 11월 1일 ~ 1987년 2월 28일)는 대한민국의 공무원 출신 정치인이다. 제14대 보건사회부장관을 지냈으며 제10대 국회의원이었다.

## 약력
- 규슈 제국 대학 정치경제학과 학사 출신
- 법무부 차관
- 국방부 차관
- 교통부 차관
- 보건사회부 장관

## 가족 관계
- 장인:진직현 (1901년 3월 29일 ~ 1961년 6월 5일)
  - 부인:남원 진씨 진종순[1]
    - 딸:이영애 (1948년 9월 21일 ~ )
    - 사위:김찬진 (1941년 2월 24일 ~ 2025년 4월 20일)

## 역대 선거 결과
| 실시년도 | 선거 | 대수 | 직책     | 선거구           | 정당       | 득표수 | 득표율      | 순위 | 당락 | 비고 |
| -------- | ---- | ---- | -------- | ---------------- | ---------- | ------ | ----------- | ---- | ---- | ---- |
| 1978년   | 총선 | 10대 | 국회의원 | 통일주체국민회의 | 유신정우회 |        | \| \| 0% \| | 지명 |      | 초선 |
|          | 0%   |      |          |                  |            |        |             |      |      |      |